# Радомир Батуран
Радомир Антонијев Батуран (Бабићи, код Плужина, 13. август 1948) српски је књижевник и професор.
Емигрирао је у Канаду 1996. године. Сада живи у Торонту и уредник је двојезичног српско-канадског часописа за књижевност и културу „Људи говоре”.

## Биографија
Рођен је 1948. године у насељу Бабићи у општини Плужине у Пиви. Основну школу завршио је у Никшићу, а учитељску школу у Сарајеву. Дипломирао је књижевност на Сарајевском универзитету. На Београдском универзитету магистрирао је на романима Борислава Пекића, а докторирао на књижевном делу Растка Петровића. Радио је као наставник српског језика у Сарајеву, професор српског језика у Крушевцу, научни сарадник Института за књижевност и уметност у Београду, Нортроп Фрај центра и Центра за руске и источноевропске студије на Универзитету у Торонту. Члан је Удружења књижевника Републике Српске. Био је члан канадског ПЕН центра који је напустио када ни једним актом нису реаговали на НАТО бомбардовање Србије и Црне Горе када су побијене хиљаде цивила, а међу њима и више деце, новинара и писаца. Био је и члан Удружења књижевника Србије све до фебруара 2021. године када је напустио удружење у знак протеста.
Присутан је у српској књижевности већ пола века: од својих првих објављених радова у бањалучким „Путевима”, збирке поезије „Нити наде” и прозе „Питомуша”, с почетка осамдесетих, преко књижевно-научних радова о књижевним делима Борислава Пекића и Растка Петровића („Структура романа Борислава Пекића” и „Откровења Растка Петровића”) деведесетих, до антологичарског рада на српском метафизичком песништву „Од Растка до Растка”, јединственој књизи књижевне критике „Казивања у Србици”, књиге поезије „Дамарице” у првој деценији овога века и романа „Кустос Мезезија” из 2015.
О његовим књигама писали су значајни стручњаци науке о књижевности (академик Предраг Палавестра, проф. Новица Петковић, проф. Ново Вуковић, проф. Милан Радуловић, проф. Небојша Радић, др Владимир Димитријевић), као и бројни књижевни критичари и филозофи, како у матици тако и у дијаспори (Предраг Драгић Кијук, Мирослав Лукић, Милорад Прелевић, Драгомир Вукосављевић, Миодраг Лукић...).
Као свестран књижевни стваралац ушао је у Енциклопедију Срба коју издаје Матица Српска из Новог Сада.

### Радови
Батуран је објављивао своје књижевне радове у скоро свим значајнијим листовима и часописима у бившој Југославији, од Нишке „Градине”, крушевачке „Багдале”, Сарајевског „Одјека” и подгоричког „Овдје”, до најугледнијих српских часописа „Савременик”, „Књижевност”, „Летопис Матице српске”, као и у канадским и америчким публикацијама.
Батуран објављује своје радове и на енлеском језику: књигу „Poet Rastko Petrovich” и енциклопедијску јединицу „Milovan Danojlic, Dictionary of Literary Biography, Volume 353: Twenty-First-Century Central and Eastern European Writers”.
Референце из Батуранових књижевних студија преузимали су и чувени европски теоретичар књижевности Роман Јакобсон у својој знаменитој књизи „Poesie der Gramatik und Grammatik der Poesie”, амерички професори Харолд Б. Сегел, са Универзитета Колумбија, у својој књизи The Columbia Guide to the Literatures of Eastern Europe Since 1945 и Олга Недељковић, са Универзитета Илиноиса у Чикагу, у својој књизи Do Supernatural Elements Exist in Borislav Pekić’s: How to Kill a Vampire.
Аутор је и приређивач следећих књига:
- Кустос Мезезија (роман, два издања), Катена мунди, Београд, 2015.
- Дамарице (збирка песама), Прометеј, Нови Сад, 2014;
- Milovan Danojlic, Dictionary of Literary Biography (Encyclopedia unit), Volume 353: Twenty-First-Century Central and Eastern European Writers, GALE CENGAGE Learning, A Bruccoli Clark Layman Book, Detroit, New York, San Francisco, Conn, Waterville, Maine, London, 2010 (на енглеском);
- Васа Михаиловић, Корифеји / Vasa Mihailovich, Coryphaei збирка песама / collection of poetry), Рашка школа, Београд, 2008. (на српском и енглеском)
- Од Растка до Растка. Антологија српског метафизичког песништва, Графички атеље Дерета и NEA Publishing, Toronto, 2006;
- Казивање у Србици (књижевна критика), Удружење књижевника Србије, Београд, 2005;
- Poet Rastko Petrovic (study), NEA Publishing, Toronto, 2000. (на енглеском);
- Милорад Микетић, Загризи у длан (предговор и збирка песама), NEA Publishing, Торонто, 2000;
- Живко Јевтић, Самосвести, Постојање и Присност (студија и изабрана дела), Народан библиотека Крушевца и Народна библиотека Јагодине, 1996;
- Јован Дучић, Истине (студија и избор метафизичких песама, два издања), Институт за књижевност и уметност и Научна књига, Београд, 1995. и 1996;
- Откровења Растка Петровића (монографија), Научна књига, Београд, 1993;
- Романи Борислава Пекића (монографија), Универзитетска ријеч, Никшић, 1989;
- Нити Наде (збирка песама) Багдала, Крушевац, 1987;
- Питомуша, (збирка приповедака) ГИРо, Крушевац, 1987;
- Млађи писци братских градова (предговор и избор радова), Књижевна омладина, Крушевац, 1978.[4]

Преведен је на следеће језике: енглески, шпански, румунски и јерменски.

### Људи Говоре / People Say
Поред својих књига поезије, прозе, романа и књижевне критике и теорије, Батуран је и покретач и уредник јединственог српског двојезичног часописа (на српском и енглеском) „Људи говоре” који излази у Торонту од 2008. године. Као оснивач и његов уредник успео је да повеже српске писце, уметнике и научнике из целог света, али и сараднике и читаоце овог часописа из матичних српских земаља и бројног српског расејања на свим континентима. И многе светске савремене писце Батуран је у свом часопису представио српским читаоцима и писцима, али и на десесетине српских писаца објавио на енглеском језику и упознао свет са савременим делима српске књижевности.